# Šiaulių arena
 (avril 2025).
Si vous disposez d'ouvrages ou d'articles de référence ou si vous connaissez des sites web de qualité traitant du thème abordé ici, merci de compléter l'article en donnant les références utiles à sa vérifiabilité et en les liant à la section « Notes et références ».
La Šiaulių arena est une salle omnisports située à Šiauliai en Lituanie.

## Évènements
- Championnat d'Europe de basket-ball 2011

## Galerie

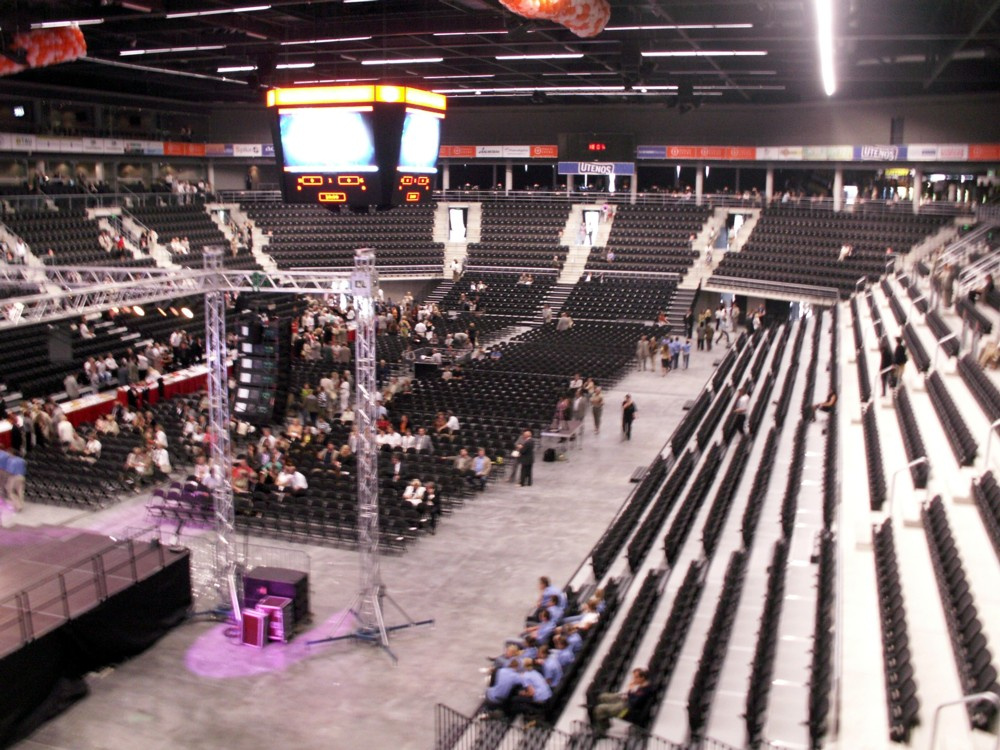
Vue interne de la salle.
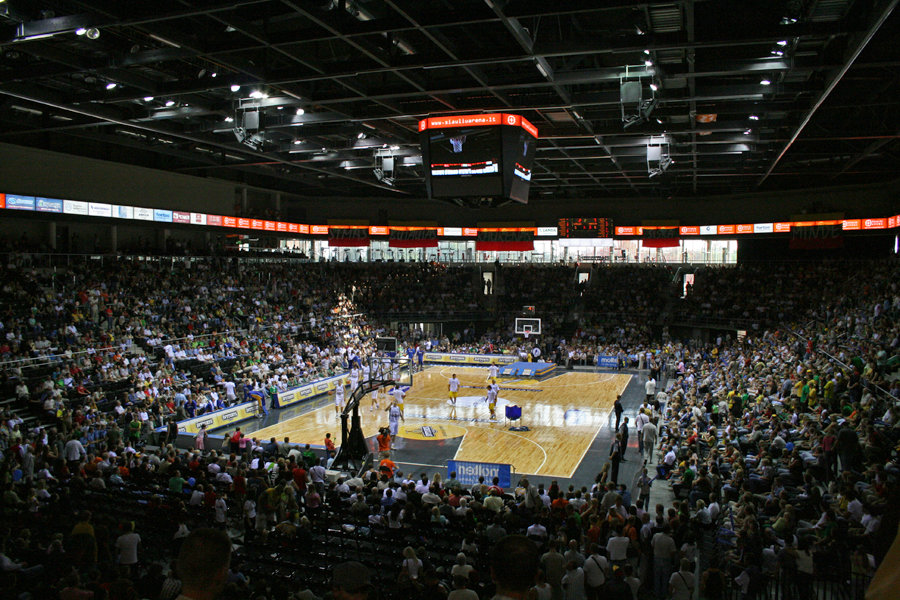
Vue de la salle du haut des gradins.